# 津乃村真子
津乃村 真子（つのむら まこ、1980年1月2日 - ）は、太田プロダクションに所属していたタレント、女優。兵庫県出身。

## 出演

### テレビドラマ
- HOT MAN
- ひと夏のパパへ
- 愛情イッポン!
- 松本清張 けものみち
- 2ndハウス
- まるまるちびまる子ちゃん
- 警視庁失踪人捜査課 第4話「4年消えていた男」（2010年5月7日、朝日放送） - ゆかり 役
- 黄昏流星群
- 怪物くん
- POWER GAME〜パワーゲーム〜
- よろず占い処 陰陽屋へようこそ 第6話（2013年11月12日、関西テレビ） - 門倉美保 役
- 民王（2015年） - 山里木綿子 役

ほか

### 映画
- 踊る大捜査線 THE MOVIE 2 レインボーブリッジを封鎖せよ!

### CM
- ファミリーマートサポーターのサポーター編

### 舞台
- 赤坂RED/THEATER提携公演「ドールハウス」（2011年8月3日-7日、赤坂レッドシアター）